# さおり (タレント)
さおり（本名:非公開、10月31日 - ）は、主に北海道で活動しているローカルタレント。テレビ番組でのアシスタントや司会のほか、モデルとしても活動している。オフィスセブン所属。

## 来歴
趣味は料理とお菓子作り、特技はテニス・水泳・変な顔。
現在は北海道のテレビ・ラジオ番組、CMなどでのナレーションが活動の中心。
かつてはコミュニティ放送局で単独番組を担当していたこともあるほか、ドラマのエキストラなども多数。

## 活動実績

### 過去の担当番組

#### テレビ
- パーラーちょもらんま（テレビ北海道）
- 連チャン革命 パーラー.del（HTB）
  - 連チャン革命 パーラー.delZ（HTB）
- すすきの天国 よるたま（2002-2006年、テレビ北海道）
  - 「2」・「3」・「4」・「V」
- 北海道発エゾ鹿セブン（ジェイコム札幌）
- レッツパチニケーション（HTB）
- しんや家族（HTB）
- ギャンブル大帝（J:COM札幌）

#### ラジオ
- 寝てるばやいか!（FMアップル）
- オフィスセブンさおりのベタースイートサンデー（GREEN FM）
- ラフ→チケットのお笑いニューウェーブ（ラジオカロスサッポロ）

### モデル活動など
- 北海道ウォーカー
- 北海道じゃらん
- ブライダルショーやヘアカットショー

ほか多数

### ナレーター・イベント司会など
- パチンコホールでのイベント
- キャンペーンイベント
- 麻雀夢道場（CM）ナレーター
- ゴールドラッシュ札幌駅前店（CM）ナレーター

ほか多数